# Étiquette de l'aïkido
 (novembre 2023).
Si vous disposez d'ouvrages ou d'articles de référence ou si vous connaissez des sites web de qualité traitant du thème abordé ici, merci de compléter l'article en donnant les références utiles à sa vérifiabilité et en les liant à la section « Notes et références ».
 (novembre 2023).
- Si vous ne connaissez pas le sujet, laissez ce bandeau (vous pouvez alors contacter les auteurs).
- Si vous supprimez le contenu mis en cause (vous pouvez préalablement contacter les auteurs),

argumentez précisément cette suppression dans la page de discussion
(un manque de référence n'est pas un argument ; une recherche réelle de référence doit avoir été effectuée, être formellement documentée).
Comme dans tous les budo, l'étiquette, ou reishiki, a une importance particulière en aïkido,.
En effet, les arts martiaux reproduisent des situations de combat dans un cadre pacifique, en cela comparable à l'entrainement sportif. Mais un art martial n’est pas un sport ; il n’y a donc pas de compétition. L'étiquette vise à garantir le respect mutuel, la tradition et la transmission, notamment pour éviter les blessures physiques, éviter accessoirement les situations de domination des pratiquants, garder à l'esprit que l'on adopte une situation de travail, ce qui fait la différence avec d'autres comme la recherche de performance activités sportives.

## Enseignants et partenaires
L'aïkido reprend la structure japonaise traditionnelle du dojo, avec parfois des changements notables par rapport à ce qui se pratique au Japon. 
En temps normal, la position la plus honorifique est occupée par l'enseignant (sensei - 先生, « celui qui est né avant »). La forme d'adresse varie selon les pays. Au Japon, l'emploi du terme sensei est la règle, ce titre étant donné à tous les types d'enseignants. Hors du Japon, le terme a pris des connotations de respect et de déférence marquées par sa traduction en « maître ». Certains enseignants préfèrent donc l'éviter ; ainsi, en France, l'usage le réserve aux seuls très hauts gradés, mais l'usage du terme est fréquent dans le monde anglo-saxon pour désigner un enseignant. 
Selon les dojos, il peut exister des instructeurs (shidōin) et des assistants-instructeurs (fuku shidōin) qui ont pour fonction d'aider l'enseignant. Au moment du salut, ils se placent perpendiculairement aux autres élèves, à main gauche de l'enseignant.
Chaque élève occupe au sein du dojo une position définie relativement aux autres pratiquants. Les pratiquants plus gradés et plus anciens dans la pratique sont les senpai (先輩), les pratiquants du même grade et du même temps de pratique sont les dōhai (同輩) et les pratiquants plus récents les kōhai (後輩). L'établissement de ces positions respectives est avant tout coutumière, et ne se fonde pas sur le seul rang. L'ancienneté dans la pratique ou dans le dojo en est un élément déterminant. 
Ces considérations gouvernent le placement au début et à la fin du cours. L'enseignant se place dos à la place d'honneur, kamiza (上座,«  place ou siège d'honneur  »), les élèves face à lui au shimoza(下座, «  place basse  ») et les instructeurs à sa gauche au jōseki (上席, «  côté haut  »). S'il y a des dignitaires non-pratiquants, ils seront placés en face des instructeurs au shimoseki (下席, «  côté bas  »). Les élèves se rangent de la gauche à la droite de l'enseignant (donc du jōseki au shimoseki) par ordre décroissant d'ancienneté et de grade.
Les origines symboliques de cette orientation sont expliquées dans l'article dojo.
En France, le pratiquant appelle généralement son partenaire par son prénom et on utilise le tutoiement. On fait habituellement de même avec l'enseignant du dojo où on pratique habituellement.
Concernant le placement ordonné des élèves :
- certains enseignants considèrent qu'il faut connaître sa place et être conscient de son niveau, et donc respectent cette disposition traditionnelle ;
- d'autres considèrent au contraire que cela renforce l'ego (l'estime de soi), et que c'est un signe d'humilité et d'amitié de se «  mélanger  ».

## Position assise -seiza正座
Il s'agit de la position de base lors du début du cours, du salut (rei) ou lorsqu'on écoute les explications de l'enseignant. Le pratiquant se tient à genoux, les pieds à plat sur le sol, le poids sur les talons. Les gros orteils peuvent se chevaucher légèrement. L'essentiel est d'avoir le dos droit, les mains posées à mi-cuisse. Les genoux doivent être écartées d'une distance correspondant à l'espace d'un poing à un poing et demi. Cette distance n'est pas seulement coutumière : elle limite l'effort imposé par cette position aux ligaments des genoux.
Pour se relever de la position seiza, il convient de basculer légèrement le poids vers les genoux afin de permettre aux pieds de s'appuyer sur les orteils, mais sans projeter le corps en avant. On peut se lever avec les deux genoux en même temps en restant droit ou on lève d’abord le genou droit, puis le genou gauche. Pour s'asseoir, on suit la procédure inverse : d'abord le genou gauche se pose le premier en terre, puis le genou droit ou deux genoux posé ensemble. Cet ordre s'explique par le port du sabre long, à gauche : il est possible de dégainer avec le genou gauche à terre et le genou droit levé, alors que l’inverse est moins aisée..

## Saluts
En aïkido, on pratique plusieurs saluts.

### En entrant sur le tatami
On effectue un salut debout (ritsurei) ou assis en seiza (zarei), en direction du kamiza (plus précisément vers le kamidana, dai d'honneur normalement orienté vers le levant et comportant généralement un temple shintō miniature, des calligraphies suspendues et d'autres articles shintō (au Japon du moins), et vers l'image de O-sensei, mais sans tourner le corps vers le centre : on doit seulement en prendre compte mentalement. Si on n'a pas de kamidana en règle, d'autres objets associés à la pratique de l'aikidō, comme un bokken et un jō voire un simple bokken appuyé contre un mur pointe en haut, peuvent servir de kamidana de fortune. Une simple image de O-sensei en guise de «  kamidana  » montrerait un manque envers les 43 kami protecteurs de l' aikidō et envers O-sensei lui-même, révéré comme un kami et non pas comme un individu, qui n'auraient plus de place où résider).

### En début de cours
En début de cours, on effectue un salut assis, précédé d'un instant de contemplation ou "méditation" (mokusō, à ne pas confondre avec zazen) qui permet de faire une coupure avec le monde extérieur, et d'aborder le cours au calme. L'enseignant et les élèves saluent vers le kamiza. Puis l'enseignant et les élèves se saluent mutuellement, parfois en prononçant un « onegai shimasu » («  s'il vous plait  » ; le « u » est muet, cela se prononce « onégaï shimass' »). L’ordre peut alterner pour diverses raisons, chaque enseignant ayant ses motifs. À la fin d'une démonstration de l'enseignant, les élèves le saluent assis ; puis, pour pratiquer, les élèves se saluent mutuellement en début et en fin de pratique.

### En fin de cours
En fin de cours, les élèves et l'enseignant effectuent un salut assis vers le kamiza, puis se saluent mutuellement en prononçant « dōmo arigatō gozaimashita » (« merci beaucoup pour ce que vous avez fait ») ou « merci beaucoup ». L’ordre peut aussi s’inverser. Le salut terminal groupé à l’enseignant est déclenché par le plus ancien pratiquant. En descendant du tatami, on salue vers le kamiza.
Certains enseignants frappent dans leurs main lors du salut vers le kamiza, selon le rite shintō.
On quitte le tatami en marche arrière, par respect pour le kamiza —- auquel on ne tourne jamais le dos —-, et pour prévenir tout incident ; de même on y entre de face.

### Saluts pour la pratique des armes
Normalement seul le ken, l’arme noble du Japon, est toujours salué ; les autres pas. Mais la pratique des armes connaît des saluts particuliers. Quand on prend une arme, il convient de saluer en direction du kamiza, le tranchant de l'arme présenté devant soi à hauteur des yeux (ceci ne se pratique pas dans tous les dojo). Le ken est alors tenu poignée/Tsuka en main gauche. On s'incline alors, les bras devant rester à une hauteur fixe. Pour le début et la fin du cours, le problème est de savoir où placer l'arme :
- tantō : on le place en général juste devant soi, de côté vers le genou gauche ou en ceinture.
- bokken : on fait comme si le bokken était un vrai sabre. Au moment du salut, on le présente face à soi, pointe vers le bas et lame vers soi, pour le poser ensuite à sa droite. La direction du tranchant varie selon les écoles, soit vers soi (il est donc malaisé de dégainer pendant le salut), soit vers l'extérieur (on présente ainsi le côté omote du sabre), dans certaines écoles cela varie : au début du cours, la lame sera tournée vers l'extérieur, vers soi à la fin du cours. Le genou doit être au niveau de la garde éventuelle ou alors la jambe touche tout le sabre qu’elle dissimule presque entièrement.. Ainsi, avec un vrai sabre, si quelqu'un essaye de tirer l'arme par l'arrière, il est possible de poser le genou sur la poignée, laissant le voleur avec le seul fourreau.
- jō : le jō est habituellement porté par la main droite, à la moitié de la longueur, la pointe du jō dirigée légèrement vers l'avant (avec l'idée de pouvoir porter un coup à la gorge en cas d'urgence). Pour saluer debout, le poignet bascule de manière à faire basculer le jō (il est alors clairement impossible d'attaquer avec), et on fait un salut debout ; Jo le long du corps. Pour se mettre en garde, on avance ensuite la main qui tient le jō, l'autre main vient en saisir l'extrémité et la première main se positionne à un tiers de la longueur. Pour les saluts à genou, le jō est également positionné à gauche, dépassant le genou d'une trentaine de centimètres.

## Pratique aux armes
Les armes sont en bois, mais on se comporte comme s'il s'agissait d'armes réelles ; notamment pour le bokken et le tantō, on fait comme si la lame était métallique et aiguisée. Mais au Japon, le bokken, sabre de bois, était proprement une arme courante.
Ainsi, pour le bokken, lorsque l'on se déplace sur le tatami, on le porte comme s'il était dans son fourreau (saya), à son côté droit, courbure et pointe vers le bas, en le tenant par le fourreau, donc sur le premier tiers de la « lame » côté poignée (tsuka) ; c'est une position « pacifique » : la main droite tenant le fourreau, elle ne peut pas dégainer, et la courbure étant vers le bas, le dégainage avec la main gauche serait malaisé ; cette pratique en admet une autre plus spontanée. Le bokken est pris pour ce qu’il est : un arme sans saya.
Lorsque l'on écoute le professeur, on peut être en seisa auquel cas le sabre est positionné comme pour le salut, ou debout auquel cas le sabre est placé à droite comme ci-dessus ;
Lorsque l'on commence un kata, on le place comme si l'on mettait le fourreau (saya) dans la ceinture (obi) : on le tient avec la main gauche, à l'horizontale, courbure vers le haut ; mais ce n’est pas systématique car on peut commencer d
sans feindre de dégainer artificiellement puisque le bokken était simplement porté nu à la ceinture.
Lorsque les pratiquants sont en place, ils miment un dégainage pour commencer le kata ; mais on sait que cela est optionnel.
Le kata commence et se termine au même endroit : les pratiquants retournent à leur place initiale à la fin du mouvement ; le pratiquant qui a symboliquement perdu (uke tachi) se retire en premier ; les pratiquants miment le rengainage.
Pour le tantō : celui-ci est utilisé pour des techniques de désarmement (tantō dori ou yanken dori)
Le pratiquant qui attaque (uke) cache le tantō derrière lui afin que le partenaire ne puisse pas voir l'orientation ;
Le pratiquant qui a désarmé (tori) rend le tantō à uke en gardant sa distance et sa vigilance, en présentant le fil de la lame tourné vers uke ; ce de telle sorte de conserver un contrôle de l’arme tout en invitant uke à récupérer son arme. Ou alors, le tanto est laissé à terre quand tori se relève en premier pour récupérer sa distance.
Dans les techniques de désarmement au sabre (tachi dori), l'échange d'arme se fait selon le même principe. Si le sabre est arraché et tombe, c’est à uke de le reprendre. Idem pour le Jo.

## Passages de grade
Le passage d'un grade kyū (級) ou d'un grade dan (段) est un moment de la pratique répondant à une étiquette spécifique. Ce qui suit en souligne les principaux points.
Choix du partenaire
Il existe à ce sujet deux pratiques. L'une veut que les aspirants à un grade réalisent leur passage avec les pratiquants les plus hauts gradés, afin que leur prestation ne soit pas gênée par la qualité de leur uke. Dans ce cas, ce sont les gradés qui se présentent d'eux-mêmes, ou l'enseignant qui les désigne. Une autre école veut au contraire que le partenaire soit titulaire du grade auquel on aspire, ou le plus proche de ce niveau. C'est alors à l'aspirant d'aller saluer le partenaire prospectif si celui-ci n'est pas désigné par l'enseignant. Pour les passages de grade dan fédéraux en France, l'aspirant choisit un partenaire au sein de sa poule pour la première partie du passage (suwariwaza et hanmi handachi waza), puis un autre lui est imposé au choix du jury pour la seconde partie (tachiwaza). Le premier partenaire revient alors pour les armes (bukiwaza), et les deux sont présents pour le randori. Pour les hauts grades, un troisième uke se présente au randori.

### Positionnement et saluts
Lorsque l'aspirant est appelé, il salue un partenaire, prend ses armes et pose celles-ci à un endroit proche de celui du passage mais pointes & tranchants opposés au kamiza, habituellement sur le côté du tatami ou devant la table du jury. L'aspirant et son partenaire s'asseyent ensuite côte à côte, face au jury ou à l'enseignant, l'aspirant à gauche de son partenaire. Les deux saluent alors le jury, puis se saluent mutuellement. Il y aura un échange de salut entre les deux partenaires lors de chaque changement de type de travail (de suwariwaza à hanmi handachi waza par exemple), ainsi qu'à chaque changement de partenaire. À la fin du passage, le premier partenaire reste, et les deux personnes reprennent les positions du début. Elles se saluent, puis saluent le jury. L'aspirant reprend alors ses armes et retourne à sa place. Lors de l'annonce des résultats, les démonstrations de joie sur le tatami sont proscrites.

### Remise de distinction
L'étiquette en ces occasions est similaire à celle des passages de grade. Il peut s'agir de la remise par l'enseignant du hakama, de la ceinture noire, d'un certificat d'obtention d'un grade ou toute autre distinction. Lorsqu'il est appelé, le récipiendaire salue, avance devant et va au centre ou fait le tour de ses partenaires assis en passant derrière eux, et entre sur le tapis par le côté, à la hauteur de l'endroit où il va aller s'asseoir en face de l'enseignant. Celui-ci à genoux, le récipiendaire se dirige vers l'enseignant selon une ligne parallèle au kamiza, dans un déplacement à genoux plus courte que la marche shikko, sans tourner les hanches et en levant les genoux devant soi. À l'arrivée, il doit se trouver face à l'enseignant, à un tatami de distance, et saluer l'enseignant. Pour prendre la distinction que celui-ci lui tend, le récipiendaire avance de manière à la recevoir à bout de bras, avec les deux mains. Il pose la distinction à sa gauche puis salue ou salue avec la distinction en mains, recule jusqu'à sa distance initiale, pose l'objet sur le côté ou pas et salue à nouveau éventuellement l'enseignant. Il retourne ensuite à sa place en revenant sur ses pas comme il a procédé avant.